# ComicsVerse
ComicsVerse est un site web américain consacré aux comics. Le site propose également des podcasts.
Le podcast a été nommé aux People's Choice Podcast Award 2017 dans la catégorie Divertissement.
Aucun nouveau contenu n'a été publié depuis mai 2020.